# Saint-Christophe-d'Arthabaska
Pour les articles homonymes, voir Saint-Christophe et Arthabaska (homonymie).
Saint-Christophe-d'Arthabaska est une municipalité de paroisse du Québec, située dans la municipalité régionale de comté d'Arthabaska dans la région administrative du Centre-du-Québec.

## Toponymie
Elle est nommée en l'honneur de Christophe de Lycie.

## Histoire

### Colonisation
De 1839 à 1845 la mission des Pointes Beaudet sur la rivière Bulstrode, autrement appelée la mission de Saint-Christophe, identifie le territoire. Le premier colon, François Marchand, arrive en 1833 et s'installe aux Pointes Beaudet, c'est-à-dire à proximité de l'actuel réservoir Beaudet dans la ville de Victoriaville (1994).
En 1835, Charles Beauchesne s'établit à 75 arpents plus au sud, sur le territoire de ce qui allait devenir Arthabaska. En 1845, on procède à la proclamation de la municipalité de Saint-Christophe qui couvre à ce moment le territoire actuel des municipalités de Victoriaville, Arthabaska, Sainte-Victoire et Saint-Christophe. Cette municipalité est créée par ordonnance et les officiers sont désignés par le gouverneur ce qui laisse peu de pouvoir aux citoyens.
« Le territoire de St-Christophe est desservi par voie de mission de 1838 à 1851, date de la nomination du premier curé en poste ». 

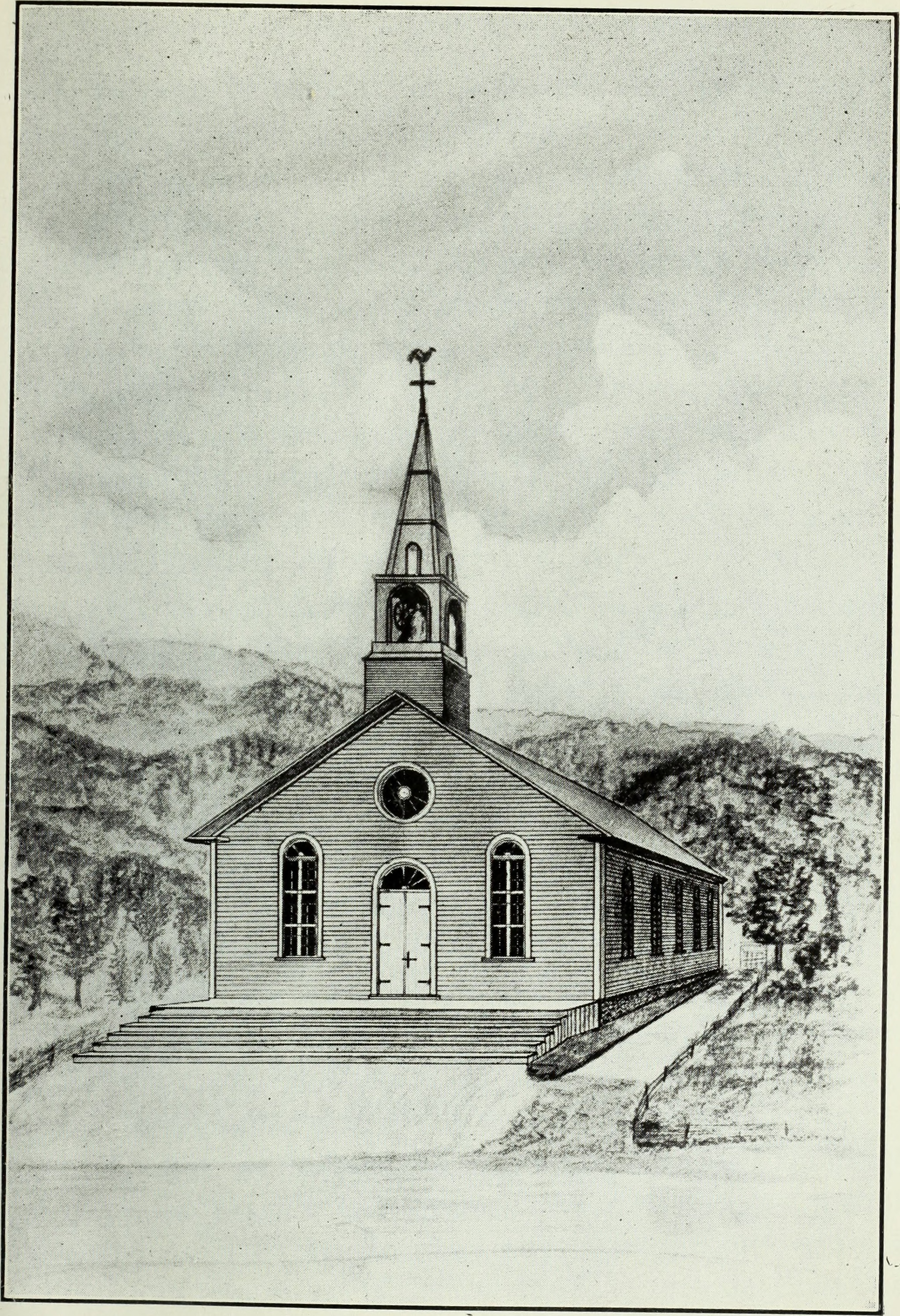
Première église de Saint-Christophe

Les registres de la paroisse s'ouvrent en l'année 1853. L'érection canonique a lieu le 24 septembre 1851. Érection civile : 20 avril 1853... La municipalité de la paroisse de Saint-Christophe d'Arthabaska a été érigée le 24 novembre 1846 en vertu de l'Acte 8 Vict. chap. 40. (en même temps que Saint-Norbert d'Arthabaska). La municipalité du village d'Arthabaskaville a été érigée en vertu de l'Acte 22 Vict. chap. 108 le 16 août 1859. Ce village a été incorporé sous le nom de ville d'Arthabaska le 25 avril 1903, en vertu de l'Acte 3 Ed. VII, chap. 70.
Le 20 mars 1853 a eu lieu l’érection civile à la suite de l’adoption d’une nouvelle loi municipale au Parlement de Québec. En 1855, l'Acte des municipalités et des chemins du Bas-Canada vient corriger cette situation, cet Acte transforme les paroisses en municipalité avec un pouvoir accru et décentralisé. M. Adolphus Stein en devient le premier maire.
En 1858, se détache de la municipalité de Saint-Christophe une partie du territoire qui prendra le nom de municipalité du village d'Arthabaskaville. Le village est encerclé complètement par la paroisse. Cette dernière continue de regrouper la population restante jusqu'aux Pointes Beaudet. Les limites territoriales de Saint-Christophe ont été modifiées à plusieurs reprises. Saint-Christophe a connu depuis son érection deux démembrements, le premier, à la faveur du village d'Arthabaskaville (1858), le second, à la faveur de Victoriaville, en 1861 et une annexion, en 1888, d'une partie du territoire d'Arthabaska.

### Charles Beauchesne, fondateur de St-Christophe d'Arthabaska
Né à Bécancour, le 25 décembre 1792, de Charles Beauchesne et d'Agathe Deshaies, il épouse Marguerite Le Vasseur dont il eut 9 enfants Elzéar, Nérée, Cyrille, Urbain, Zoé, Rose de Lima, Scholastique, Joseph et Charles.
Le 18 mars 1835, ruiné, il arrive de Gentilly pour s'établir sur le côté sud de la rivière Nicolet à environ 10 arpents de l'église Saint-Christophe. Il a fixé son choix sur cet emplacement lors d'explorations passées. Impressionné par la grosseur et la hauteur des arbres, de même que par la qualité du sol, il aurait affirmé « C'est ici que je viendrai vivre et mourir ».
Parti avec Olivier Morissette, un engagé, un cheval, une voiture, une hache, seize piastres en argent et quelques meubles, il est rapidement rejoint par un groupe de Gentilly et de Grondines. De ce groupe Joseph Lavigne, Louis Lavigne et Louis Garneau s'établissent laissant à Charles Beauchesne le premier choix pour sa terre. Ce dernier choisit les lots 5 et 6 du 3e rang d'Arthabaska.
Une fois sa cabane bâtie, il part chercher sa femme et ses 6 enfants. La famille survit à peine grâce à la fabrication du salin et du sucre d'érable.
Charles Beauchesne décède à l'âge vénérable de 91 ans laissant une nombreuse descendance et une région en pleine expansion

### XXesiècle
En 1993, la superficie du territoire de la municipalité de Saint-Christophe est de 74,87 km2, dont 95 %, soit 71,49 km2 en zone agricole en vertu de la Loi sur la protection du territoire agricole.
Entre 1950 et 1991, le nombre d'exploitations agricoles a chuté de 125 à 46. Quoiqu'en régression, le secteur agricole est toujours présent sur le territoire. Entre 1971 et 1986, la population s'est accrue avec un taux de croissance de 137 %. En 1991, nous obtenons un taux de 12,1 %. La population permanente comptait 2128 résidents permanents et une centaine de résidents saisonniers en 1993.  En mars 2002 la population s’établissait à 2408 personnes.
Un logotype est créé en 1990 représentant le caractère particulier de la municipalité. Au premier plan, nous retrouvons l'arbre formé à la fois d'un feuillage et de la silhouette d'une feuille d'érable qui signifie d'une part l'importance des productions acéricoles dans la région des Bois-Francs et d'autre part l'importance des industries découlant de l'existence du bois. Les lignes bleues sinueuses rappellent le passage de la rivière Nicolet comme cours d'eau principal et élément naturel enviable. Au second plan, le silo à grains évoque la présence de l'industrie agricole et, la région de Saint-Christophe se profile en arrière-plan par le tracé de son territoire. Celui-ci est coloré de jaune or pour rappeler les champs de blé et l'importance de l'agriculture dans la région. Une bande verte vient souligner l'aspect environnemental comme préoccupation prioritaire au niveau de la région et finalement le nom de St-Christophe s'inscrit textuellement au bas du symbole pour désigner le lieu d'action. Le logotype avec ses éléments symboliques devient donc un véhicule de communication qui incorpore les différents éléments qui définissent la municipalité.
Une petite école de rang a été rénovée par l'Association québécoise des amateurs d'antiquités et elle est maintenant reconnue comme site culturel. C'est un lieu privilégié par les touristes.
Au printemps 1990, une inondation de la rivière Nicolet provoque la mise en place de mesures d'urgence au sein de la municipalité afin de venir en aide aux personnes touchées par cette inondation. Le pire n'a pu être évité, Bertrand Roux perd toutes ses bêtes, néanmoins aucune victime humaine. Quelques semaines plus tard, le conseil de l'époque s'empressa de former un comité dont le mandat était d'élaborer un plan des mesures d'urgence en conformité avec la Loi sur la protection des personnes et des biens en cas de sinistre.
Plusieurs résidents furent sollicités pour faire partie des différents comités à l'intérieur du Plan de sécurité civile municipale. Le travail de recrutement des bénévoles et l'élaboration du document s'échelonne de 1990 à 1993. Le dépôt du Plan a été fait en juin 1993. Un autre outil dont le conseil a jugé essentiel de se doter considérant que la municipalité n'est pas à l'abri d'un éventuel sinistre sur son territoire.

## Organisation municipale

### Création de la municipalité
Lors de sa proclamation, la municipalité couvre environ 5 milles de front par 7 milles de profondeur. Ces territoires seront amputés pour devenir Arthabaska, Victoriaville, Sainte-Victoire ainsi qu'une partie du 6e rang de St-Norbert.
Le territoire d'origine est bordé au sud-ouest par les cantons de Warwick et de Tingwick; au sud-est par la ligne qui divise les 20e et 21e lot dans chaque rang du canton de Chester, à partir du canton de Tingwick à aller à la ligne qui divise le 5e rang du 6e rang du canton de Chester; au nord-est partie par la ligne de division entre les 5e et 6e rang du canton de Chester et partie par la ligne qui divise les mêmes rangs dans le canton d'Arthabaska; au nord-ouest par les cantons de Stanfold et de Bulstrode.
Le premier missionnaire des Bois-Francs est l'abbé Clovis Gagnon et la première réunion des habitants pour former un conseil municipal a eu lieu le 4 avril 1855. Adolphus Stein, James Goodhue, Joseph Garneau, Alexis Lavigne et Pierre Bernier sont alors élus conseillers et M. Aimé Désilets, avocat, secrétaire-trésorier. Les séances du conseil ont lieu au domicile de Godfroy Gaudette. Les premiers maires, choisis au sort parmi les conseillers, sont Adolphus Stein, Nathaneel Brown et Louis Foisy.
Actuellement la municipalité comprend les rues André, Beau-Site, des Cèdres, du Centre, des Chalets, Christine, du Coteau, Déry, de l'Entraide, de l'Érablière, Gamache, Guillemette, Houle, du Lac, Laroche, Laurier est et ouest, Leda, Lucille, Marcel, des Mésanges, Messier, du Moulin, du Muguet, Omer, du Partage, Pie X, Plage Beauchesne, Poirier, Pouliot, des Quatre-Temps, Roberge, Valbert et Val des Sapins; les routes Bertrand-Roux, du deux, du sixième au septième rang, 116, 161; les boulevards des Bois-Francs Sud, Léon-Couture et Jutras est; les avenues 1 à 4 et 10 à 12; les rangs Chicago, cinq, six, sept, huit, neuf, petit neuf et onze.

### Municipalité de Saint-Christophe
- Proclamation de la municipalité de Saint-Christophe qui couvre alors le territoire actuel des municipalités de Victoriaville et Saint-Christophe le 24 novembre 1846.
- Érection civile St-Christophe 24 septembre 1851 (bénie 15 juillet 1875).
- Érection civile de la paroisse St-Christophe 20 août 1853.
- Premiers Colons : Jean Christophe Marcoux et Charles Beauchesne se fixent le 18 mars 1835.
- Premier registre : 1852
- Village d'Arthabaskaville est né de la division de la Municipalité de St-Christophe le 16 août 1858.
- L'érection civile de la Municipalité St-Christophe d'Arthabaska s'est faite le 20 avril 1853.
- 7 mai 1792 : Division du Haut et Bas Canada.
- 22 octobre 1795 : John Gregory adresse une demande à Lord Dorchester pour l'obtention d'un territoire de 64,000 acres (260 km2) enclavé par les cantons de Somerset (Plessivilie 1804), Stanfold (Princeville 1807), Bulstrode (St Louis de Blanford 1823), Kingsey Falls (1802) et Tingwick (1802).
- 15 février 1802 :  Arpentage officiel du canton d'Arthabaska
- 30 septembre : Lettres patentes émises en faveur de John Gregory.

## Chronologie
St-Christophe, Ste-Victoire, dates importantes
- 25 décembre 1792 : naissance du fondateur Charles Beauchesne
- 18 mars 1835 : arrivée du fondateur Charles Beauchesne
- 24 novembre 1846 : proclamation de la municipalité
- 24 septembre 1851 : érection canonique
- 20 avril 1853 : érection civile
- 16 août 1858 : démembrement pour former Arthabaskaville
- 19 janvier 1860 : annexion à St-Norbert d'une partie du 6e rang d'Arthabaskaville
- 1861 : démembrement pour former le Village de Victoriaville
- 7 juillet 1867 : décès d'Agathe Deshaies, épouse du fondateur
- 7 juin 1883 : décès de Charles Beauchesne, fondateur
- 12 juillet 1888 : retour sous la juridiction municipale de la partie sud-ouest de la rivière Nicolet et d'une partie du 5e rang d'Arthabaskaville

## Géographie
La municipalité est située au pied des monts Notre-Dame dans la plaine qui s'est formée à la fin de l'ère glaciaire par le retrait de la mer de Champlain. Le mont Saint-Michel, d'une hauteur de 300 mètres, est formé de roches cristallines et sédimentaires. La flore de la région est mixte et comprend des conifères — principalement des sapins —, et des feuillus : des bouleaux, des saules, des érables et des peupliers. La rivière Nicolet traverse son territoire du sud vers le nord-ouest où elle délimite l'est de l'agglomération. La rivière Gosselin traverse sa partie nord-est en coulant vers l'ouest. La rivière Lachance traverse cette partie en coulant vers le sud-ouest jusqu'à sa confluence avec la rivière Gosselin.
Plusieurs routes ont permis les communications avec le reste du territoire : le Chemin Craig, (1800-1810), le chemin Gosford, (1820) et de nos jours, les routes 116 et 161.

## Démographie
| 1996  | 2001  | 2006  | 2011  | 2016  | 2021  |
| ----- | ----- | ----- | ----- | ----- | ----- |
| 2 264 | 2 392 | 2 709 | 2 892 | 3 021 | 3 111 |

## Administration
Les élections municipales se font en bloc et suivant un découpage de six districts.
| Saint-Christophe-d'Arthabaska Maires depuis 2003                                                                     |                   |         |          |
| Élection | Maire             | Qualité | Résultat |
| 2003 | Clémence Le May   |         | Voir     |
| 2005 | Clémence Le May   | Voir    |          |
| 2009 | Clémence Le May   | Voir    |          |
| 2013 | Michel Larochelle |         | Voir     |
| 2017 | Michel Larochelle | Voir    |          |
| 2021 | Michel Larochelle | Voir    |          |
| Élection partielle en italique Depuis 2005, les élections sont simultanées dans toutes les municipalités québécoises |                   |         |          |